# Jörboken
Jörboken är en sjö i Sorsele kommun i Lappland och ingår i Umeälvens huvudavrinningsområde. Sjön har en area på 1,99 kvadratkilometer och ligger 338 meter över havet. Sjön avvattnas av vattendraget Gargån.

## Delavrinningsområde
Jörboken ingår i det delavrinningsområde (726080-159789) som SMHI kallar för Utloppet av Jörboken. Medelhöjden är 357 meter över havet och ytan är 10,11 kvadratkilometer. Räknas de 46 avrinningsområdena uppströms in blir den ackumulerade arean 514,98 kvadratkilometer. Gargån som avvattnar avrinningsområdet har biflödesordning 3, vilket innebär att vattnet flödar genom totalt 3 vattendrag innan det når havet efter 277 kilometer. Avrinningsområdet består mestadels av skog (68 procent). Avrinningsområdet har 2 kvadratkilometer vattenytor vilket ger det en sjöprocent på 19,8 procent.